# Kontroler stacji bazowej
Kontroler stacji bazowej, BSC (ang. base station controller) – kontroler (sterownik) stacji bazowej sieci bezprzewodowych. 
Pełni nadzór nad kilkunastoma lub kilkudziesięcioma stacjami bazowymi. Steruje przełączaniem połączeń w ramach nadzorowanych przez siebie stacji, a także mocą, z jaką nadaje telefon komórkowy.
Kontroler stacji bazowych ze stacjami bazowymi połączony jest za pomocą linii kablowych lub radiolinii (anten kierunkowych).